# Verwaltungsgemeinschaft Wethautal (Thüringen)
Die Verwaltungsgemeinschaft Wethautal lag im thüringischen Saale-Holzland-Kreis. In ihr hatten sich zuletzt drei Gemeinden zur Erledigung ihrer Verwaltungsgeschäfte zusammengeschlossen.

## Die Gemeinden
- Hainspitz
- Petersberg
- Rauschwitz
- Serba (bis 1995)

## Geschichte
Die Verwaltungsgemeinschaft wurde am 26. März 1992 gegründet. Am 28. Dezember 1995 trat die Gemeinde Serba aus der Verwaltungsgemeinschaft aus und ließ sich durch Bad Klosterlausnitz erfüllen. Die endgültige Auflösung der Verwaltungsgemeinschaft erfolgte am 31. Juli 1996. Seither übernimmt die Stadt Eisenberg als erfüllende Gemeinde die Aufgaben im Rahmen einer Verwaltungsgemeinschaft für Hainspitz, Petersberg und Rauschwitz.

### Einwohnerentwicklung
Entwicklung der Einwohnerzahl:
| - 1994 – 2207 - 1995 – 1380 |

 Datenquelle: Thüringer Landesamt für Statistik – Werte vom 31. Dezember